# Katedra Wniebowzięcia Najświętszej Maryi Panny w Buka
Katedra Wniebowzięcia Najświętszej Maryi Panny w Buka – rzymskokatolicki kościół pod wezwaniem Wniebowzięcia Najświętszej Maryi Panny, znajdujący się w mieście Buka na wyspie Buka w Papui-Nowej Gwinei. Pełni funkcję katedry diecezji Bougainville.
Historyczną katedrą diecezji był kościół św. Michała Archanioła w Tubiana.